# Ивановское (село, Волоколамский район)
Ивановское — село в Волоколамском районе Московской области России. Входит в состав городского поселения Волоколамск. Население — 529 чел. (2010).

## Название
В материалах межевания 1766 года значится как село Ивановское. Название дано по церкви.

## География
Село Ивановское расположено на западе Московской области, в центральной части Волоколамского района, на левом берегу реки Ламы (бассейн Иваньковского водохранилища), с северо-запада от Волоколамска вблизи городской черты.
Ближайшие сельские населённые пункты — деревни Тимково и Владычино. Связана автобусным сообщением с районным центром.

## Население
| 1852 | 1859 | 1926 | 2002 | 2006 | 2010 |
| ---- | ---- | ---- | ---- | ---- | ---- |
| 200  | ↗232 | ↗578 | ↗784 | ↘577 | ↘529 |

## Достопримечательности
В селе Ивановское расположена усадьба Безобразовых «Ивановское». В комплекс зданий усадьбы входит церковь иконы Божией Матери «Знамение», построенная в XVIII веке в стиле классицизма. Усадьба Безобразовых «Ивановское» является памятником архитектуры федерального значения.

## Известные уроженцы и жители
- Аржанова Галина Александровна (1922—1943) — советская подпольщица, связная партизанских отрядов, казнённая фашистами в Бресте.

## История
В «Списке населённых мест» 1862 года Ивановское (Безобразово) — владельческое село 2-го стана Волоколамского уезда Московской губернии по левую сторону Старицко-Зубцовского тракта от города Волоколамска до села Ярополча, в 3 верстах от уездного города, при реке Ламе, с 27 дворами и 232 жителями (113 мужчин, 119 женщин).
По данным на 1890 год входила в состав Тимошевской волости Волоколамского уезда, число душ мужского пола составляло 89 человек.
В 1913 году — 52 двора, земское училище, чайная, усадьба графа Чернышёва-Безобразова.
1924—1929 гг. — центр Ивановского сельсовета Тимошевской волости.
По материалам Всесоюзной переписи населения 1926 года в селе проживало 578 жителей (270 мужчин, 308 женщин), насчитывалось 77 крестьянских хозяйств.
С 1929 года — населённый пункт в составе Волоколамского района Московского округа Московской области. Постановлением ЦИК и СНК от 23 июля 1930 года округа как административно-территориальные единицы были ликвидированы.
1929—1939 гг. — центр Ивановского сельсовета Волоколамского района.
1939—1954 гг. — село Щёкинского сельсовета Волоколамского района.
1954—1963 гг. — село Кашинского сельсовета Волоколамского района.
1963—1965 гг. — село Кашинского сельсовета Волоколамского укрупнённого сельского района.
1965—1972 гг. — село Кашинского сельсовета Волоколамского района.
1972—1994 гг. — село Ченецкого сельсовета Волоколамского района.
В 1994 году Московской областной думой было утверждено положение о местном самоуправлении в Московской области, сельские советы как административно-территориальные единицы были преобразованы в сельские округа.
1994—2006 гг. — село Ченецкого сельского округа Волоколамского района.
С 2006 года — деревня городского поселения Волоколамск Волоколамского муниципального района Московской области.